# Vislané

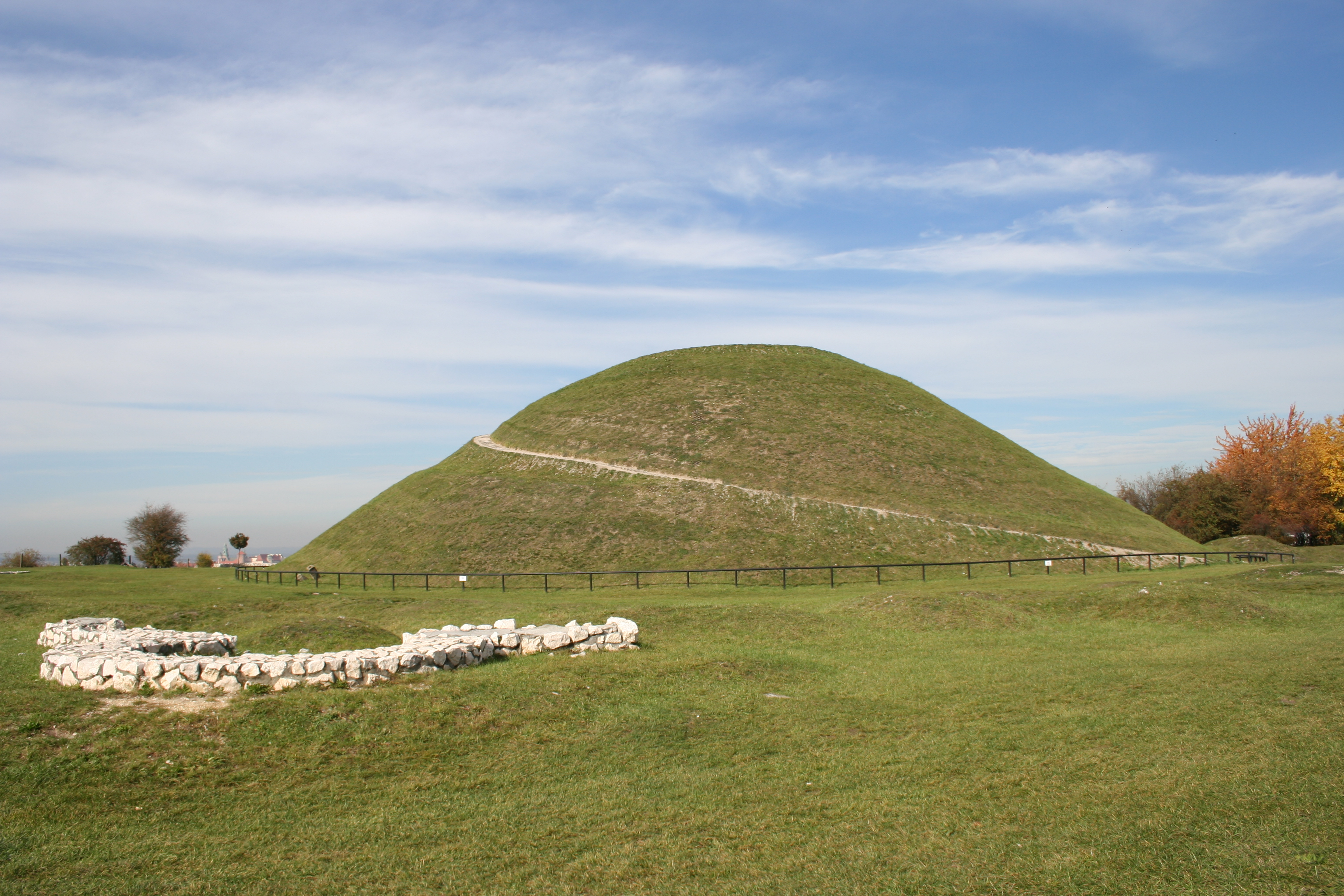
Krakova mohyla

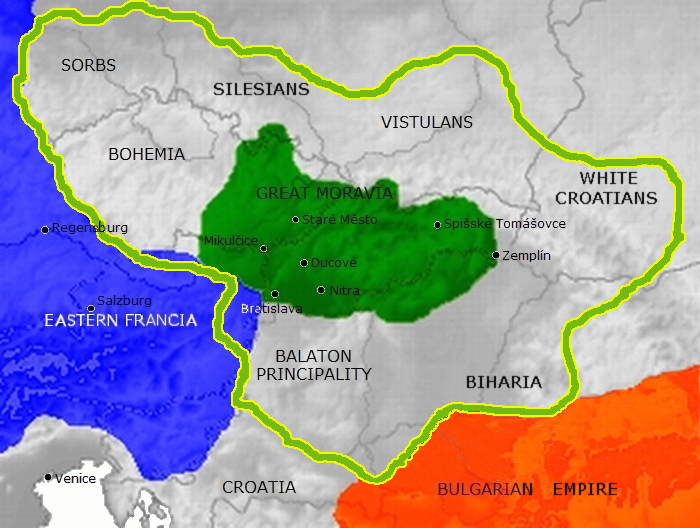
Střední Evropa v 9. století. Zeleně jádro Velkomoravské říše, světle zeleně její možná hranice po Svatoplukově expanzi

Vislané (polsky Wiślanie) byl lechický, tedy západoslovanský kmen žijící v dnešním jihozápadním Polsku. V dobách Velké Moravy kmen žil na jejích severních hranicích, po Svatoplukově expanzi patrně i pod moravskou vládou. Název kmene je odvozen od řeky Visly. Oblast obývaná Vislany pravděpodobně sahala od úpatí Karpat na jihu až po prameny Pilicy a Warty na severu. Na východě se jejich území rozkládalo k Dunajci a na západě k řece Skawě. Písemně existenci kmene zachytil například Bavorský geograf nebo Alfréd Veliký.

## Identifikace
Polský orientalista Tadeusz Lewicki se domníval, že kmen sám o sobě neexistoval a jeho písemné označení v západních zdrojích je jen zkomolením jména Bílých Chorvatů, ale nejde v historické obci o většinový názor. Lubor Niederle soudil, že Vislané jsou pozůstatkem svazu chorvatských kmenů, který se rozpadl po migraci Chorvatů na západní Balkán v 7. století. Tadeusz Lehr-Spławiński souhlasil a vysvětlil, že jméno Vislané bylo známo pouze mezi bližšími Západními Slovany a Germány, zatímco na východě, v byzantských a arabských pramenech, se pro obyvatele stejného území zachoval starší název Chorvati, což může mást.

## Dějiny
Čas příchodu Vislanů do oblasti je nejistý, mohl souviset s avarským tlakem v 6. století (Vislané by neměli být zaměněni s Vislanskými Venedy (Vistula Veneti), snad praslovanskými obyvateli oblasti, o nichž svědčí římské zdroje z 1. století). Zajímavé je, že první jejich opevnění, gordy (typický raně slovanský druh pevnosti), byly na tomto území postaveny až v polovině 8. století, což ale může znamenat, že do té doby Vislané často migrovali a měnili místa. Sporná je rovněž otázka, zda Vislané byli poraženi Moravany a zapojeni do Velkomoravské říše. Archeologické zdroje jsou v této věci sporé, nicméně dokazují, že koncem 9. století bylo v jižním Malopolsku zničeno několik gordů, což by mohl být pozůstatek velkomoravské expanze. Nelze vyloučit, že pod Svatoplukovým tlakem Vislané též přijali křesťanství. Mnohem jistější je, že území Vislanů dobyl český kníže Boleslav I., což zaznamenal židovský kupec Ibráhím ibn Jákúb, jehož svědectví reprodukoval i muslimský geograf Al-Bakrí ve své Knize cest a království. K polonizaci území zřejmě došlo tak, že Boleslav oblast (resp. Krakov) svěřil do správy svého vnuka, Boleslava Chrabrého, budoucího polského krále. Proces integrace byl zřejmě poklidný, nenašly se žádné důkazy o ozbrojených konfliktech mezi Polany a Vislany.
Historici dosud nebyli schopni identifikovat žádného vislanského panovníka, ale dílo Vita Methodii Bavorského geografa se zmiňuje o „velmi mocném pohanském knížeti usazeném na Visle“, který se „začal vysmívat křesťanům“, kvůli čemuž byl kontaktován Metodějem, který mu vzkázal, že „bude lepší nechat se pokřtít z vlastní vůle než jako vězeň v cizí zemi“.

## Lokality
Většina vislanských gordů měla prstencový tvar a byla umístěna na kopcích. Mezi hlavní patřily gordy v Krakově, Stradówě, Demblinu, Naszacowicích, Podegrodzie, Stawech, Trzcinici, Wiślici a na kopci Bocheniec v Jadownikách. Hlavní město se s největší pravděpodobností nacházelo v Krakově, což potvrzuje i velikost zdejšího gordu, spolu s opevněnou pevností nacházející se na kopci Wawel. Kromě toho Vislané pravděpodobně postavili několik mohyl, jako je Krakova mohyla, ale historici se dohadují, zda nejsou staršího, keltského původu.